# Dinotrema senex
Dinotrema senex är en stekelart som beskrevs av Papp 2003. Dinotrema senex ingår i släktet Dinotrema och familjen bracksteklar. Inga underarter finns listade i Catalogue of Life.